# Strobilanthes chrysodelta
Strobilanthes chrysodelta är en akantusväxtart som beskrevs av John Richard Ironside Wood. Strobilanthes chrysodelta ingår i släktet Strobilanthes och familjen akantusväxter. Inga underarter finns listade i Catalogue of Life.